# Боббі Кларк
Боббі Кларк (англ. Bobby Clarke, нар. 13 серпня 1949, Флін-Флон) — колишній канадський хокеїст, що грав на позиції центрального нападника. Грав за збірну команду Канади.
Член Зали слави хокею з 1987 року. Володар Кубка Стенлі в складі «Філадельфія Флаєрс» 1974, 1975. Провів понад тисячу матчів у Національній хокейній лізі.

## Ігрова кар'єра
Хокейну кар'єру розпочав 1965 року.
1969 року був обраний на драфті НХЛ під 17-м загальним номером командою «Філадельфія Флаєрс». 
Усю професійну клубну ігрову кар'єру, що тривала 16 років, провів, захищаючи кольори команди «Філадельфія Флаєрс».
Загалом провів 1296 матчів у НХЛ, включаючи 152 гри плей-оф Кубка Стенлі.
Виступав за збірну Канади, провів 26 ігор в її складі.

## Нагороди та досягнення
Клубні
- Трофей Боба Кларка (ЗКХЛ) — 1968.
- Перша команда всіх зірок ЗКХЛ — 1968, 1969.
- Учасник матчу усіх зірок НХЛ — 1970, 1971, 1972, 1973, 1974, 1975, 1977, 1978.
- Приз Білла Мастертона — 1972.
- Друга команда всіх зірок НХЛ — 1973, 1974.
- Пам'ятний трофей Гарта — 1973, 1975, 1976.
- Нагорода Теда Ліндсея — 1974.
- Перша команда всіх зірок НХЛ — 1975, 1976.
- Нагорода Плюс-Мінус — 1976.
- Трофей Лестера Патріка — 1980.
- Приз Франка Селке — 1983.

Збірна
- Володар Кубка Канади — 1976.
- Бронзовий призер чемпіонату світу 1982.

## Статистика

### Клубні виступи
| Сезон        | Клуб                 | Ліга         | Регулярний сезон | Регулярний сезон | Регулярний сезон | Регулярний сезон | Регулярний сезон | Регулярний сезон | Плей-оф | Плей-оф | Плей-оф | Плей-оф | Плей-оф |
| Сезон        | Клуб                 | Ліга         | І                | Г                | П                | О                | +/–              | ШХ               | І       | Г       | П       | О       | ШХ      |
| ------------ | -------------------- | ------------ | ---------------- | ---------------- | ---------------- | ---------------- | ---------------- | ---------------- | ------- | ------- | ------- | ------- | ------- |
| 1965–66      | «Флін-Флон Бомберс»  | СМХЛ         | 4                | 4                | 3                | 7                | —                | 0                | —       | —       | —       | —       | —       |
| 1966–67      | «Флін-Флон Бомберс»  | МЮХЛ         | 45               | 71               | 112              | 183              | —                | 123              | 14      | 10      | 18      | 28      | 51      |
| 1966–67      | «Флін-Флон Бомберс»  | МК           | —                | —                | —                | —                | —                | —                | 6       | 2       | 5       | 7       | 49      |
| 1967–68      | «Флін-Флон Бомберс»  | ЗКХЛ         | 59               | 51               | 117              | 168              | —                | 148              | 15      | 4       | 10      | 14      | 2       |
| 1968–69      | «Флін-Флон Бомберс»  | ЗКХЛ         | 58               | 51               | 86               | 137              | —                | 123              | 18      | 9       | 16      | 25      | 0       |
| 1969–70      | «Філадельфія Флаєрс» | НХЛ          | 76               | 15               | 31               | 46               | +1               | 68               | —       | —       | —       | —       | —       |
| 1970–71      | «Філадельфія Флаєрс» | НХЛ          | 77               | 27               | 36               | 63               | +9               | 78               | 4       | 0       | 0       | 0       | 2       |
| 1971–72      | «Філадельфія Флаєрс» | НХЛ          | 78               | 35               | 46               | 81               | +22              | 87               | —       | —       | —       | —       | —       |
| 1972–73      | «Філадельфія Флаєрс» | НХЛ          | 78               | 37               | 67               | 104              | +32              | 80               | 11      | 2       | 6       | 8       | 6       |
| 1973–74      | «Філадельфія Флаєрс» | НХЛ          | 77               | 35               | 52               | 87               | +75              | 113              | 17      | 5       | 11      | 16      | 42      |
| 1974–75      | «Філадельфія Флаєрс» | НХЛ          | 80               | 27               | 89               | 116              | +79              | 125              | 17      | 4       | 12      | 16      | 16      |
| 1975–76      | «Філадельфія Флаєрс» | НХЛ          | 76               | 30               | 89               | 119              | +83              | 136              | 16      | 2       | 14      | 16      | 28      |
| 1976–77      | «Філадельфія Флаєрс» | НХЛ          | 80               | 27               | 63               | 90               | +39              | 71               | 10      | 5       | 5       | 10      | 8       |
| 1977–78      | «Філадельфія Флаєрс» | НХЛ          | 71               | 21               | 68               | 89               | +47              | 83               | 12      | 4       | 7       | 11      | 8       |
| 1978–79      | «Філадельфія Флаєрс» | НХЛ          | 80               | 16               | 57               | 73               | +12              | 68               | 8       | 2       | 4       | 6       | 8       |
| 1979–80      | «Філадельфія Флаєрс» | НХЛ          | 76               | 12               | 57               | 69               | +42              | 65               | 19      | 8       | 12      | 20      | 16      |
| 1980–81      | «Філадельфія Флаєрс» | НХЛ          | 80               | 19               | 46               | 65               | +17              | 140              | 12      | 3       | 3       | 6       | 6       |
| 1981–82      | «Філадельфія Флаєрс» | НХЛ          | 62               | 17               | 46               | 63               | +28              | 154              | 4       | 4       | 2       | 6       | 4       |
| 1982–83      | «Філадельфія Флаєрс» | НХЛ          | 80               | 23               | 62               | 85               | +37              | 115              | 3       | 1       | 0       | 1       | 2       |
| 1983–84      | «Філадельфія Флаєрс» | НХЛ          | 73               | 17               | 43               | 60               | +23              | 70               | 3       | 2       | 1       | 3       | 6       |
| Усього в НХЛ | Усього в НХЛ         | Усього в НХЛ | 1144             | 358              | 852              | 1210             | +506             | 1453             | 136     | 42      | 77      | 119     | 152     |

### Збірна
| Рік                | Команда            | Турнір             | І  | Г | П | О  | ШХ |
| ------------------ | ------------------ | ------------------ | -- | - | - | -- | -- |
| 1972               | Канада             | Суперсерія-72      | 8  | 2 | 4 | 6  | 18 |
| 1976               | Канада             | КК                 | 6  | 1 | 2 | 3  | 0  |
| 1979               | Кубок виклику 1979 | КВ                 | 3  | 0 | 1 | 1  | 0  |
| 1982               | Канада             | ЧС                 | 9  | 0 | 1 | 1  | 6  |
| Національна збірна | Національна збірна | Національна збірна | 26 | 3 | 8 | 11 | 24 |